# Love & Truth
Love & Truth è un brano musicale della cantante giapponese Yui, pubblicato come suo undicesimo singolo il 29 settembre 2007. Il brano è incluso nell'album I Loved Yesterday, terzo lavoro della cantante. Il singolo ha raggiunto la prima posizione della classifica Oricon dei singoli più venduti in Giappone, vendendo 144.651. Il singolo è stato certificato disco d'oro. Il brano è stato utilizzato come tema musicale del film Closed Note con Erika Sawajiri.

## Tracce
CD Singolo SRCL-6633
1. LOVE & TRUTH
2. Jam
3. My Generation ~YUI Acoustic Version~
4. LOVE & TRUTH ~Instrumental~

## Classifiche
| Classifica (2007) | Posizione più alta |
| ----------------- | ------------------ |
| Giappone (Oricon) | 1                  |